# 三宝鸟
，俗稱山鸚哥，为佛法僧科三寶鳥屬的鸟类。其分布範圍從澳洲到韓國、日本和印度。该物种的模式产地在爪哇。

## 名称
「三寶鳥」或「佛法僧」的名稱來自日本。夜間森林中“but po so”（音似日語「佛法僧」。佛寶、法寶與僧寶為佛教中之「三寶」）的鳥鳴聲，被認為是此鳥所發，故名。1935年發現此鳥鳴聲實為普通角鴞所發。

## 分類
佛法僧由瑞典博物學家卡爾·林奈於1766年在《自然系統》的第十二版中正式描述自然系統，其二名法名為Coracias orientalis。 林奈的描述基於法國動物學家馬蒂蘭·雅克·布里松於1760年描述和繪製的《印度的佛法僧》。 其模式產地是印度尼西亞的爪哇島。 佛法僧現在被歸於1816年由法國鳥類學家路易·皮耶·維亞律引入的三寶鳥屬（Eurystomus）。
2018年發表的一項分子系統發生學研究發現天藍靛輝鳥（Eurystomus azureus）嵌套在包含佛法僧亞種的支序中。 以前有些權威認為寬嘴靛輝鳥和天藍靛輝鳥曾是佛法僧的亞種。其屬名來自古希臘語eurustomos，意為「大嘴」，其種小名則來自拉丁語orientalis，意為「東方的」。
共有十個亞種被認可：
- E. o. cyanocollis – Vieillot, 1819：分布於喜馬拉雅山脈到中國、東南西伯利亞、韓國和日本
- E. o. orientalis – (Linnaeus, 1766)：分布於南部喜馬拉雅山脈到印度支那、馬來半島、蘇門答臘、爪哇、婆羅洲和菲律賓
- E. o. laetior – Sharpe, 1890：分布於印度西南部
- E. o. gigas – Stresemann, 1913：分布於安達曼群島南部
- E. o. irisi – Deraniyagala, 1951：分布於斯里蘭卡
- E. o. oberholseri – Junge, 1936：分布於錫默盧島（位於蘇門答臘西北部）
- 《澳洲輝鳥》（E. o. pacificus） – (Latham, 1801)：最初作為屬於Coracias的獨立物種描述。分布於小巽他群島、澳大利亞北部和東部
- E. o. waigiouensis – Elliot, DG, 1871：最初作為獨立物種描述。分布於新幾內亞、巴布亞西部群島、當特爾卡斯托群島和路易西亞德群島
- E. o. crassirostris – Sclater, PL, 1869：最初作為獨立物種描述。分布於俾斯麥群島
- E. o. solomonensis – Sharpe, 1890：最初作為獨立物種描述。分布於所羅門群島

## 描述
佛法僧體長可達30公分。其羽毛為深褐色，但背部和翅膀覆羽呈現濃厚的藍綠色光澤。腹部和尾下覆羽顏色較淺，喉部和尾下覆羽呈亮藍色光澤。其飛行羽為較深的藍色，成鳥的喙短而寬，呈橙紅色並帶有黑色尖端。翅膀外部有非常淺的藍色斑塊，在飛行時十分顯眼，這也是其名稱的由來。雌鳥比雄鳥略顯黯淡，但兩者整體上非常相似。幼鳥顏色比成鳥暗淡得多，喉部也沒有藍色斑塊。牠們的喙和腳是棕色的，而成鳥則是紅色的。

## 分布與棲地
佛法僧的分布範圍從澳大利亞到日本和印度。其在每年9月至4月間於澳大利亞北部和東部繁殖，並於冬季遷徙至新幾內亞和周邊島嶼。這些鳥類偏好有空洞樹木的開闊林地，並在這些樹中築巢。
在中国大陆，分布于东部沿海、西至甘肃、四川、西藏、云南、广西等地。该物种的模式产地在印度。

## 行為與生態
佛法僧通常單獨出現，站立在高樹上的裸露樹枝上，姿勢直立，並從這裡空中捕食昆蟲，數秒後回到同一棲息處。

## 外部連結
- 佛法僧 - 台灣大百科全書（页面存档备份，存于）